# إيون أدريان زاري
إيون أدريان زاري (بالرومانية:Ion Adrian Zare)، من مواليد 11 مايو 1959، لاعب كرة قدم روماني سابق.
لعب مع منتخب رومانيا لكرة القدم.

## وصلات خارجية
- إيون أدريان زاري على موقع قاعدة بيانات كرة القدم.إي يو (الإنجليزية)
- إيون أدريان زاري على موقع ناشيونال فوتبول تيمز (الإنجليزية)
- إيون أدريان زاري على موقع Soccerway.com (الإنجليزية)
- إيون أدريان زاري على موقع عالم كرة القدم.نت (الإنجليزية)